# À la rencontre de divers aspects du monde contemporain ayant en commun leur illustration sur support audiovisuel
À la rencontre de divers aspects du monde contemporain ayant pour point commun leur illustration sur support audiovisuel est une émission de télévision française diffusée entre 1996 et 1999 sur Canal+. Il s'agit d'une série de faux documentaires parodiques, se présentant sous forme d'épisodes de 25 minutes, mettant en scène Édouard Baer, Ariel Wizman et l'équipe de La Grosse Boule.
L'émission était programmée un samedi par mois en alternance avec L'Œil du cyclone et Cyberculture, en début d'après-midi (13 h 30 la première saison, puis 12 h 10 et 12 h les deux saisons suivantes).

## Équipe
La majorité des épisodes étaient écrits par le tandem Édouard Baer - Ariel Wizman. Parfois, d'autres membres de l'équipe (des comédiens ou le réalisateur Étienne Labroue) se joignaient à eux pour l'écriture.
Pour interpréter les innombrables personnages déjantés de chaque épisode, on retrouvait souvent :
- Ariel Wizman
- Édouard Baer
- Jean-Michel Lahmi
- Francis Van Litsenborgh
- Gilles Gaston-Dreyfus
- Emmanuelle Lepoutre
- Joseph Malerba
- Isabelle Nanty
- Gildas Keraly

## Liste des épisodes

### 1996-1997
- 14 septembre : Les Boissons
- 12 octobre : Les Années branchées
- 2 novembre : Le Prestige de l'entreprise
- 14 décembre : Portraits du sud
- 11 janvier : XVIe arrondissement
- 8 février : Les Dessous du ski
- 15 mars : Le Bénin
- 12 avril : L'Agence Lambert
- 17 mai : Le Festival de Cannes fait son cinéma
- 14 juin : best-of de la saison

### 1997-1998
- 11 octobre :  Paris by night
- 8 novembre : Matin pratique
- 13 décembre : Hommage
- 10 janvier : L'Abécédaire
- 21 mars : La Venise de Pierre Marie
- 11 avril : Kafkaland
- 6 juin : Un château à Toulouse

### 1998-1999
- 10 octobre : Merci le foot
- 14 novembre : L'Éclaireur du Forez : Téléfilm décentralisé
- 12 décembre : H-26
- 9 janvier : New style VIP Club
- 13 février : Le Blacklavah : Mélodrame sonore
- 13 mars : Le Détective
- 8 mai : Au royaume de Boulgoure
- 12 juin : Chico, notre homme à Lisbonne